# 콘스탄티우스 클로루스
플라비우스 발레리우스 콘스탄티우스(Flavius Valerius Constantius, 250년 추정 - 306년 7월 25일)는 로마의 황제이다. 디오클레티아누스가 구상한 사두정치체제의 일원이 되어 293~305년에 부제(caesar)로 있었고 305년부터 306년까지 서로마 제국의 황제였다. 콘스탄티누스 1세의 아버지이다.
일리리아 태생 가문 출신인 콘스탄티우스는 혁혁한 군사적 전과를 올린 뒤 달마티아 총독으로 부임했다.
289년 아내이자 콘스탄티누스 1세의 친어머니인 헬레나와 이혼하고 막시미아누스 황제의 의붓딸인 테오도라와 재혼했다.
293년 디오클레티아누스는 사두정치체제를 창안했는데 이는 로마 제국을 동과 서로 나누고 각각은 황제(정제 Augustus)에 의해 통치하고 또 부제(Caeser)에 의해 보조되는 즉, 4명이 다스리는 통치체제를 확립했다. 콘스탄티우스는 서로마 제국을 다스리는 정제인 막시미아누스의 양자로 들어가 그의 밑에서 부제가 되었다. 디오클레티아누스는 동로마 제국에서 부제인 갈레리우스와 함께 다스렸다. 이것이 바로 최초의 사두정치체제이다.
콘스탄티우스 클로루스의 담당 지역은 갈리아였으며, 브리타니아에서 반기를 들고 일어난 아우렐리우스 카라우시우스와 대항했는데, 297년에는 브리타니아로 직접 쳐들어가 카라우시우스를 살해하고 권력을 잡은 알레크투스를 죽였다.
콘스탄티우스는 변방의 방어선을 재정비하는 일에 착수했고, 프랑크족과 작센족의 약탈 행위를 막기 위해 강력한 조치를 취했으며, 298년에는 갈리아에서 알레마니족을 물리치고 개선했다.
정제였던 디오클레티아누스와 막시미아누스가 305년 5월 1일 퇴위하자 콘스탄티우스는 서방의 정제(Augustus)가 되었으나 이듬해 브리타니아 에보라쿰(지금의 요크)에서 죽었다. 그를 따르던 브리타니아의 군대는 콘스탄티누스 1세를 황제로 추대했다.